# Titularbistum Macri
Macri ist ein Titularbistum der  römisch-katholischen Kirche.
Das ehemalige Bistum lag in der spätantiken römischen Provinz Mauretania Sitifensis.
| Titularbischöfe von Macri |                                                   |                                                                |                    |                    |
| Nr.                       | Name                                              | Amt                                                            | von                | bis                |
| 1                         | Matthieu Petit-Didier OSB                         |                                                                | 1. Dezember 1726   |                    |
| 2                         | Michał Remigiusz Łaszewski                        | Weihbischof in Ermland (Polen)                                 | 2. Oktober 1730    | 2. Oktober 1746    |
| 3                         | Pierre de Glory                                   | Päpstlicher Diplomat in Haiti                                  | 14. Juli 1820      | 21. August 1821    |
| 4                         | Hermann von Vicari                                | Weihbischof in Freiburg (Deutschland)                          | 24. Februar 1832   | 30. Januar 1843    |
| 5                         | John Healy                                        | Koadjutorbischof von Clonfert (Irland)                         | 27. Juni 1884      | 2. November 1896   |
| 6                         | Owen Patrick Bernard Corrigan                     | Weihbischof in Baltimore (Maryland, USA)                       | 29. September 1908 | 9. April 1929      |
| 7                         | Frédéric-Joseph-Marie Provost MEP                 | Koadjutor Vikar des Apostolischen Vikariats Südburma (Myanmar) | 20. Mai 1929       | 27. September 1952 |
| 8                         | Joseph Streidt                                    | Weihbischof in Wien (Österreich)                               | 3. August 1956     | 28. Januar 1961    |
| 9                         | Miguel d’Aversa SDB                               | Prälat von Humaitá (Brasilien)                                 | 21. Mai 1962       | 26. Mai 1978       |
| 10                        | Pablo Puente Buces Titularerzbischof pro hac vice | Apostolischer Nuntius in Großbritannien                        | 18. März 1980      | 4. Dezember 2022   |
| 11                        | Joaquim Hudson de Souza Ribeiro                   | Weihbischof in Manaus (Brasilien)                              | 8. November 2023   |                    |